# 진솔 (가수)
진솔(본명: 정진솔, 鄭眞率, 1997년 6월 13일~)은 대한민국의 가수로, 걸 그룹 이달의 소녀, ODD EYE CIRCLE 멤버이다.

## 주요 이력
1997년 6월 13일 서울특별시 동대문구 장안동에서 태어났으며, 국제예술대학교 실용음악학과를 졸업했다, 2017년 6월 13일 이달의 소녀 7번째 멤버로 공개되었으며, 6월 26일 이달의 소녀의 이름으로 솔로 음반 《Jinsoul》(진솔)이 발매되었다. 9월 21일에 김립과 최리와 함께 이달의 소녀의 유닛인 이달의 소녀 오드아이써클로 활동을 시작했다.
2018년 8월 20일 미니 1집 《[+ +]》(플러스 플러스)를 발매하며 이달의 소녀 완전체로 공식적으로 활동을 시작했다.

## 학력
- 서울안평초등학교 (졸업)
- 장평중학교 (졸업)
- 휘경여자고등학교 (졸업)
- 국제예술대학교 실용음악학과 (학사)

## 음반 활동

### OST
| 음반 정보         | 발매일          | 가수 | 곡명                  |
| ----------------- | --------------- | ---- | --------------------- |
| 어서와 OST Part.8 | 2020년 4월 15일 | 진솔 | - 시간은 한 바퀴 돌아 |